# Töle Bi
Töle Bi – wieś w Kazachstanie; w obwodzie żambylskim; 16 200 mieszkańców (2006). Przemysł spożywczy.